# Plagiochasma pterospermum
Plagiochasma pterospermum là một loài rêu trong họ Aytoniaceae. Loài này được C. Massal. mô tả khoa học đầu tiên năm 1897.